# Braian Angola
Braian Alexander Angola Rodas (Villanueva, 6 de abril de 1994) es un jugador de baloncesto colombiano que pertenece a la plantilla del Dreamland Gran Canaria de la liga ACB.
El escolta compitió por Findlay Prep en la escuela secundaria, antes de jugar en el North Idaho College en sus primeras dos temporadas universitarias. Su tercer año y su año de sénior en la NCAA le valió la consolidación de su etapa universitaria jugando para Seminoles de Florida State University.
Ha representado a la selección colombiana de baloncesto en categoría U18 y mayores.

## Trayectoria

### Inicios
Braian Angola nació en Villanueva, Casanare. Es hijo de Ofelia Rodas y Hugo Angola. Su madre y sus dos hermanas menores, Carole y Michael, apoyaron su decisión de comenzar a jugar al baloncesto. A los 14 años, Angola se mudó a la ciudad de Villavicencio donde estudió 2 años de secundaria haciendo parte al mismo tiempo del equipo de baloncesto del Colegio Guillermo Niño Medina en donde cursaba sus estudios, luego fue convocado para jugar en el équipo regional del departamento del Meta y finalmente a pesar de no hablar inglés, viajó a los Estados Unidos para continuar su carrera en el baloncesto gracias a una beca. En sus primeros años, llamó la atención por su éxito en el equipo nacional juvenil de Colombia..
En sus estudios secundarios, Angola representó Findlay Prep, un programa de baloncesto con sede en Henderson, Nevada. En su época de estudiante en los Estados Unidos vivió separado de su familia, pero les visitaba en Colombia a menudo. En la temporada 2012-13, promedió 10.0 puntos, 3.0 rebotes y 2.0 asistencias con un porcentaje de campo de 500. Angola ayudó a su equipo a terminar con un récord de 35-1 y una oferta de Final Four en el torneo DICK'S Sporting Goods High School Nationals. Mientras estuvo en Findlay Prep fue el más notable compañero de equipo con Nigel Williams-Goss, futura estrella de la universidad con los Gonzaga Bulldogs. Su tiempo con el equipo ha sido acreditado por mejorar su inglés.

## Universidad
Después de recibir ofertas de varios de los principales programas de la División I de la NCAA en su temporada júnior, Angola se transfirió a Florida State en abril de 2016. Vio un rol limitado como miembro de primer año del equipo, con un promedio de 4.6 puntos, 1.6 rebotes y 1.2 asistencias por juego.
Angola jugó para la selección de baloncesto de Colombia en la Copa FIBA Américas de 2017, donde promedió 12.7 puntos, 5.7 rebotes y 2.0 asistencias por juego.

### Profesional
Pese a no resultar elegible en el Draft 2018, su condición física y su juego vistoso llamó la atención de los Orlando Magic quienes le abrieron un espacio en la Liga de Verano de la NBA. Consiguió un contrato Exhibit 10 que asegura su participación en la pretemporada con los Orlando Magic y le abrió la posibilidad de conseguir un contrato dual para la temporada 2018-2019. El 29 de octubre de 2018, Orlando Magic lo incluyó en la plantilla del equipo de desarrollo Lakeland Magic, disputando la temporada 2018-2019 de la NBA G League.

#### Europa
El 18 de abril de 2019 Angola se unió al Filou Oostende de la Pro Basketball League de Bélgica. El 13 de junio de 2019 Angola se consagró campeón de la liga tras derrotar en la serie final al Antwerp Giants por 3-1. Tras la final fue reconocido como el jugador más valioso de las finales al promediar 12 puntos, 5.25 rebotes y 2.25 asistencias.
El 15 de febrero de 2020 se unió al KK Partizan de la Liga del Adriático.
El 26 de noviembre de 2020, firma por el Ironi Nes Ziona B.C. de la Ligat Winner. El 25 de abril de 2021 se alza con la FIBA Europe Cup 2020-21, a expensas del Arged BMSLAM Stal de Polonia, a quien vencen 82-74 en la final. Sus estadísticas personales en la gran final fueron: 15 puntos, 9 rebotes (dos ofensivos, siete defensivos) y 2 asistencias.
El 24 de agosto de 2021 firma por el AEK de la A1 Ethniki.
En la temporada 2022-23, firma por el Galatasaray de la Basketbol Süper Ligi. Tras cinco partidos fue cortado, fichando el 16 de noviembre por el Karşıyaka Basket de la misma liga turca.
El 3 de agosto de 2023, firma por el Hapoel Tel Aviv B.C. de la Israeli Basketball Premier League y la Eurocup.
El 7 de julio de 2025 se comprometió con el Dreamland Gran Canaria de la liga ACB española.

## Selección nacional
Angola es miembro de la selección de baloncesto de Colombia, habiendo integrado el plantel que disputó la Copa FIBA Américas de 2017. 